# Pieter Pourbus

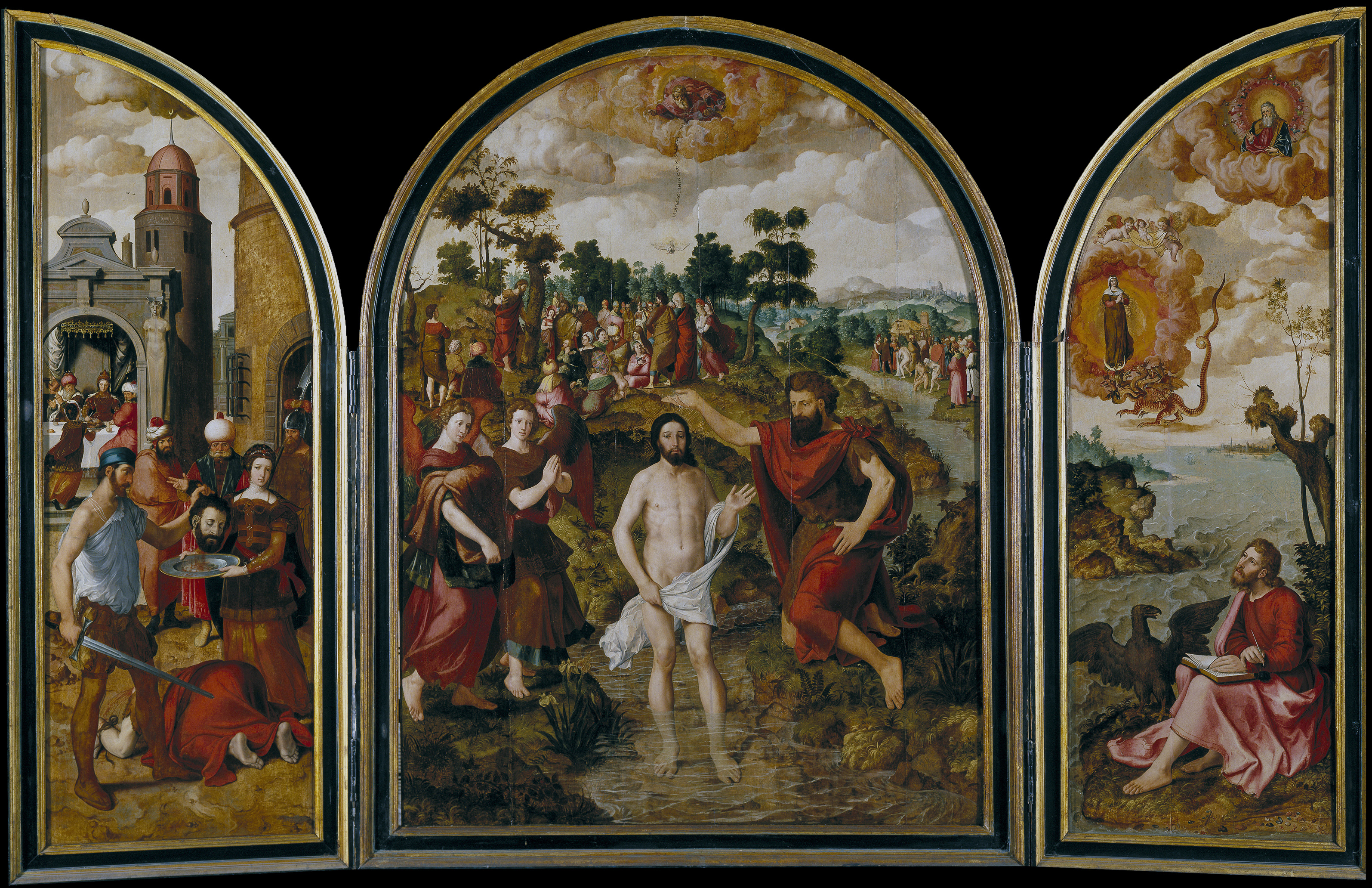
Tríptic dels sants Joans, oli sobre taula, 241 x 377 cm, al Museu del Prado

Pieter Pourbus (Gouda, 1523 - Bruges, 1584) va ser un pintor renaixentista flamenc.
Establert a Bruges cap al 1540, el 1543 va ser admès al gremi de pintors de la ciutat, el Gremi de Sant Lluc; gairebé al mateix temps es va casar amb la germana del pintor local Lancelot Blondeel. Va romandre a Bruges fins a la seva mort el 1584.
Va destacar en els gèneres del retrat, inclòs el retrat de grup, les escenes al·legòriques i la pintura religiosa, com el monumental oli "El Judici Final" de 228,5 x 181 cm que es troba al Groeningemuseum de Bruges. La seva producció abasta 40 pintures signades o documentades i d'altres 30 atribuïdes. També va realitzar dissenys arquitectònics amb motiu de la celebració de l'entrada a Bruges del príncep Felip II de Castella el 1549.
El seu fill Frans Pourbus el Vell (1545-1581) i el seu net Frans Pourbus el Jove (1569-1622) van ser també pintors i deixebles juntament amb Antoon Claeissens.
El Museu del Prado en guarda un tríptic dedicat als sants Joans, amb el Baptisme de Crist a la taula central, la degollació del Baptista i Sant Joan Evangelista a Patmos a les taules laterals i els sants Pere i Pau en grisalla a les cares exteriors. Altres obres relacionades amb el taller de Pourbus es conserven al Museu de Belles arts de Sevilla (Baptisme de Crist) i al Museu Lázaro Galdiano (Retrat d'un monjo amb breviari).